# Leonard Cohen

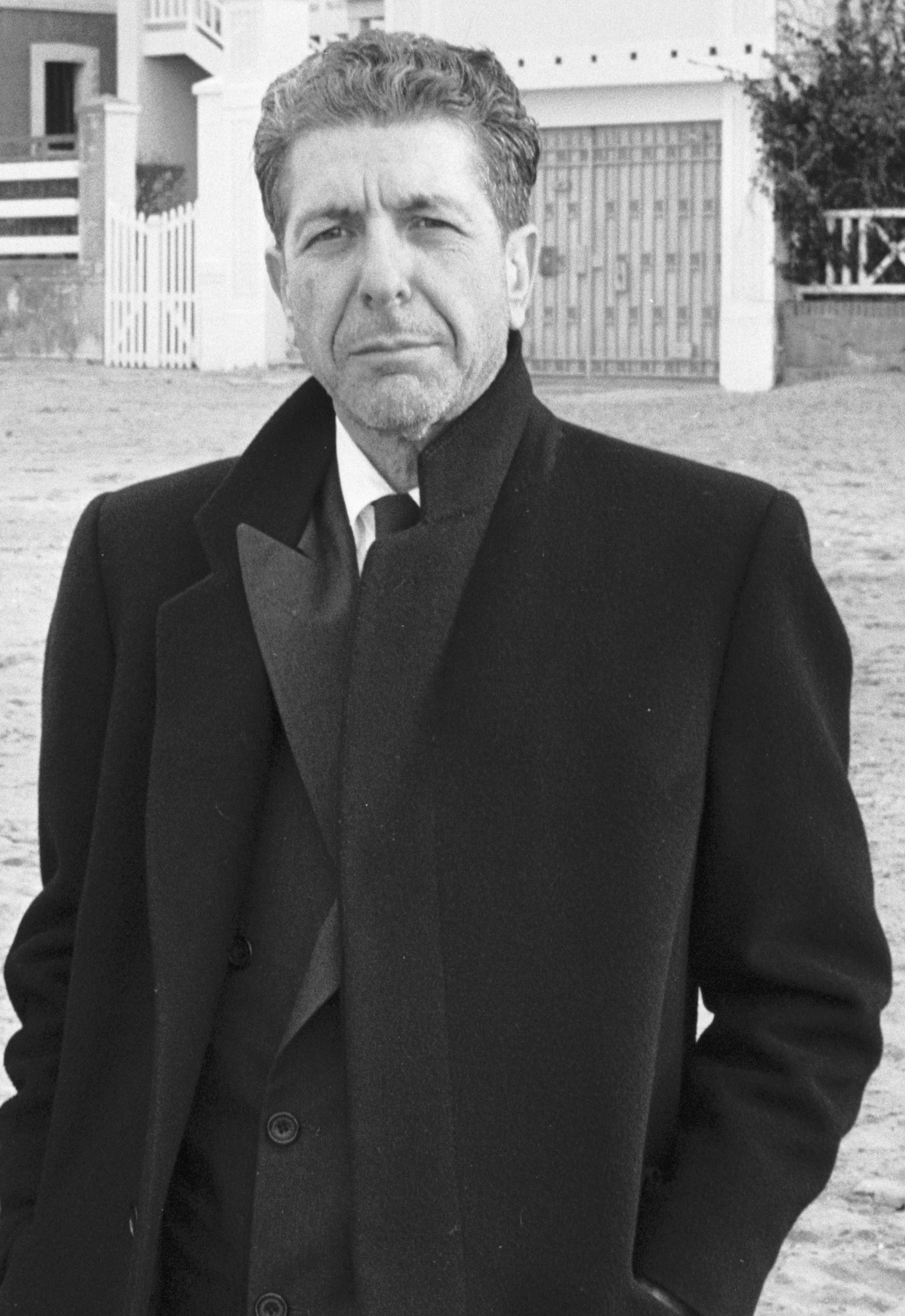
Leonard Cohen 1988.

Leonard Norman Cohen [lɛnərd ˈkoʊən], född 21 september 1934 i Montréal i Québec, död 7 november 2016 i Los Angeles i Kalifornien, var en kanadensisk sångare, låtskrivare, poet och författare.  Leonard Cohens skivor såldes i över 60 miljoner exemplar världen över. Leonard Cohen invaldes i Rock and Roll Hall of Fame år 2008. Tidningen Rolling Stone rankade honom nummer 103 på sin lista "200 Greatest Singers of All Time" år 2023.
Cohen började en karriär som poet under 1950-talet och släppte sitt första musikalbum 1967. Cohens mest berömda sång, "Hallelujah", finns med på hans sjunde album, Various Positions (1984).

## Biografi

### Härkomst och föräldrar
Leonard Cohens mor sjuksköterskan Masha Cohen (f. Klonitzki) var ryskspråkig jude född i Litauen. Fadern Nathan Cohen var kanadensisk jude, utbildad ingenjör och arvtagare till den framgångsrika klädfabriken Freedman Company. Masha Cohens familj hade flytt till USA 1923 via England, undan pogromer i Litauen där hennes far Rabbi Solomon Klonitzki-Kline arbetat som rektor. Rabbi Solomon var en populär predikant och ansedd författare vars djupa kunskap om hebreiska och analyser av talmud givit honom den informella titeln Sar ha Dikdook ("grammatikernas prins"). Fadern Nathan Cohen hade rötter i Polen, hans farfar Rabbi Lazarus Cohen hade migrerat med familjen till Kanada 1869. Lazarus Cohen etablerade sig i Nordamerika först som företagare, men fick med tiden en framstående roll i religiösa sammanhang och blev översterabbi innan han avled 1914. Lazarus son Lyon, Leonard Cohens farfar, blev också en viktig person i den växande judiska gemenskapen i Montreal. Han rönte anseende som framgångsrik företagare, medgrundare till många judiska föreningar samt Kanadas första engelskspråkiga judiska dagstidning Jewish Times, och vid ett tillfälle som sändebud till påven i Rom.
Leonard Cohens föräldrar träffades genom att Rabbi Solomon kom i kontakt med Lyon Cohen när Mashas kanadensiska arbetsvisum gått ut.

### Familj och uppväxt
Föräldrarna Masha och Nathan Cohen gifte sig 1927 och två år senare föddes Leonards drygt fyra år äldre syster Esther. Leonard Cohen föddes 21 september 1934 i Royal Victoria Hospital i Montreal. Syskonen hade dålig kontakt under uppväxten, men fick en nära relation senare som vuxna. Nathan Cohen drabbades under barnens uppväxt av återkommande sjukdomsepisoder. Han förebådade ofta sin egen för tidiga död och gick bort i januari 1944 när Leonard var nio år gammal. Som en personlig ritual skrev Leonard ett meddelande på en lapp som han sedan sydde in i en av faderns många flugor innan han begravde den i trädgården bakom huset. Masha gifte om sig med apotekaren Harry Ostrow 1950, men Leonard etablerade aldrig någon närmare relation med sin styvfar innan denne och Masha skilde sig 1957.
Leonard Cohen växte upp i ett hus invid Murray Hill Park i Westmount, ett av Montreals finare områden. Familjen hade det gott ställt och kunde hålla sig med tjänstefolk som barnflicka, hushållerska och en trädgårdsmästare/chaufför. Familjen var väletablerad i den judiska gemenskapen och hade sina platser långt fram i synagogan. Leonard gick i skolan på Roslyn Elementary School och därefter Westmount High. Han gick även på hebreisk söndags- och kvällsundervisning. Cohen deltog entusiastiskt i olika estetiska och sportsliga klubbaktiviteter. På Westmount High blev han ordförande i elevrådet och dramaklubben, samt satt i redaktionen för skolans tidning och årsbok. Hemma sjöng Masha ofta folksånger på ryska eller jiddisch. Fadern föredrog Gilbert och Sullivans operetter och Harry Lauders sångnummer. Sin stora inspirationskälla i poesi Federico García Lorca upptäckte Leonard Cohen själv i bokhandeln, varefter han blev ett livslångt fan. Övriga poeter som intresserade honom var William Butler Yeats och T.S. Eliot. Mot slutet av tiden på Westmount High lade han allt mindre tid på klubbaktiviteter och spenderade mer tid själv med sitt skrivande.

### Karriär
Cohen studerade vidare vid McGill University i Montreal samt vid Columbia University School of General Studies i New York. Under universitetstiden startade Cohen ett countryband vid namn The Buckskin Boys. Under dessa år gjorde han även sin litterära debut, genom diktsamlingen Let us Compare Mythologies, utgiven 1956. Efter att tidigt 1960-tal ha etablerat sig som poet i hemlandet flyttade Cohen till den grekiska ön Hydra. 
Under 1960-talets första hälft skrev han också sina två första romaner, Älsklingsleken och Sköna förlorare. Inget av dessa verk rönte dock tillnärmelsevis lika stor uppmärksamhet som hans musikaliska debut med albumet Songs of Leonard Cohen 1967. Året dessförinnan hade folkmusikern Judy Collins fått en mindre hit med Cohens låt "Suzanne". Cohens poetiska texter och suggestiva ackompanjemang väckte snabbt stor uppskattning, inte minst i Europa. 1970 uppträdde han på Isle of Wight-festivalen, ett framträdande som 2009 släpptes i form av albumet Live at the Isle of Wight 1970. 1970 började han också samarbeta med Jennifer Warnes som sedan ofta återkommit som hans bakgrundssångare och duettpartner.
Cohens texter rör sig runt teman som religion, ensamhet, sexualitet och komplicerade personliga förhållanden. Hans låt Hallelujah om Kung Davids känslor i samband med dennes utomäktenskapliga relation med sin överbefälhavares hustru Batseba har fått ett enormt genomslag och många grupper och artister har gjort covers på låten vars tema mycket liknar Psalm 51 där David själv beskriver sin ånger i poetisk form.
Åren 1994 till 1999 tillbringade Cohen i ett zenbuddhistiskt kloster vid foten av Mount Baldy utanför Los Angeles, Kalifornien. Mot slutet av sitt liv bodde han i Los Angeles. 
År 2008 genomförde han sin första turné på 15 år med konserter i Kanada och Europa. Konserten i O2-arenan, London, den 17 juli 2008 resulterade i ett nytt album. År 2010 släpptes ytterligare ett livealbum, Songs from the Road, med inspelade låtar från konserter under åren 2008–2010.
Cohen avled i sömnen i sitt hem i Los Angeles den 7 november 2016 efter ett fall i hemmet samma natt. Begravningen skedde den 10 november vid den judiska begravningsplatsen Shaar Hashomayim i Montreal och samma dag gick hans skivbolag ut med uppgifterna till allmänheten (på hans Facebook-sida) om att han avlidit. Cohen led av cancer under slutet av sitt liv.
Han inspirerade en rad musiker, inte minst goth-gruppen Sisters of Mercy, som tog sitt namn efter en av Cohens kompositioner.[källa behövs]

## Verk och bearbetningar

### Tolkningar på svenska
Cohen har tolkats på svenska språket av bland andra Sven Wollter på skivan Nån sorts man, Pierre Ström på skivan Pierre Ström sjunger sånger av Leonard Cohen,  samt Mikael Wiehe, Mats Klingström, Ulf Lundell, Cornelis Vreeswijk, Ebba Forsberg och Rolf Carlsson. Tomas Boström har uppmärksammats för sina tolkningar – Mitt gömda jag.[källa behövs]
Cohens "First We Take Manhattan" har överförts till svenska av Totte Wallin, under den lätt ironiska titeln "Först tar vi lilla Essingen" (även känd som "Nu tar vi Lilla Essingen").

### Diskografi
Studioalbum

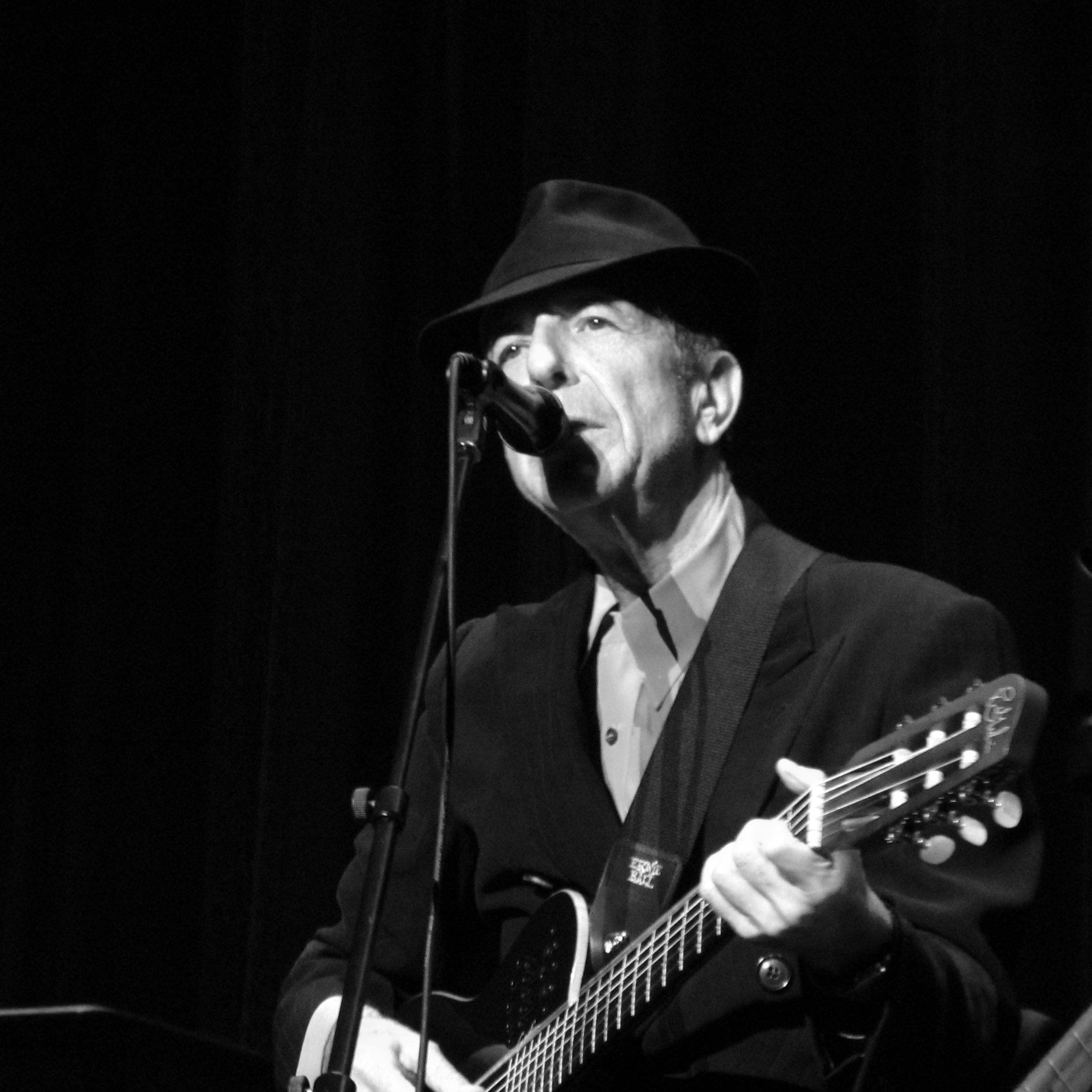
Leonard Cohen 2008.

- 1967 – Songs of Leonard Cohen (remastrad version 2007)
- 1969 – Songs from a Room
- 1971 – Songs of Love and Hate
- 1974 – New Skin for the Old Ceremony
- 1977 – Death of a Ladies' Man
- 1979 – Recent Songs
- 1984 – Various Positions
- 1988 – I'm Your Man
- 1992 – The Future
- 2001 – Ten New Songs
- 2004 – Dear Heather
- 2012 – Old Ideas
- 2014 – Popular Problems
- 2016 – You Want It Darker
- 2019 – Thanks for the Dance

Livealbum
- 1973 – Live Songs
- 1994 – Cohen Live: Leonard Cohen in Concert
- 2001 – Field Commander Cohen: Tour of 1979
- 2009 – Live in London
- 2009 – Live at the Isle of Wight 1970
- 2010 – Songs from the Road
- 2014 – Live in Dublin (3-CD-set, finns även på DVD och bluray)
- 2015 – Can't Forget: A Souvenir of the Grand Tour

Samlingsalbum
- 1975 – Best of Leonard Cohen / Greatest Hits
- 1980 – Liebesträume – Leonard Cohen singt seine schönsten Lieder (utgiven i Tyskland)
- 1989 – So Long, Marianne
- 1997 – More Best of Leonard Cohen
- 2002 – The Essential Leonard Cohen
- 2008 – The Collection
- 2009 – Greatest Hits
- 2011 – The Complete Studio Albums Collection

### Filmografi
Cohen hade en biroll som skurken François Zolan i avsnittet "French Twist" i TV-serien Miami Vice.

## Utmärkelser
- Governor General's Award för engelskspråkig poesi eller teater, för Selected Poems 1956–1968,  1968[30]
- Canadian Music Hall of Fame,  1991
- Juno Award för årets video,  1993
- Governor General’s Performing Arts Award,  1993[30]
- Juno Award för årets låtskrivare,  1994
- Companion av Kanadaorden,  2003[31][30]
- Grammy Award för årets album, för River: The Joni Letters,  2007[32]
- Storofficer av Quebecs nationalorden,  2008[33]
- Rock and Roll Hall of Fame,  2008[34]
- Songwriters Hall of Fame,  2010[30]
- Grammy Lifetime Achievement Award,  2010[30][35]
- Glenn Gould-priset,  2011[30]
- Prinsessan av Asturiens pris i litteratur,  2011[36]
- Prix Denise-Pelletier,  2012[37]
- Juno Award för årets låtskrivare,  2013
- Juno Award för Årets artist,  2013
- Compagne/Compagnon de l'ordre des arts et des lettres du Québec,  2015[38]
- Canada's Walk of Fame,  2018
- Fellow of the American Academy of Arts and Sciences

[Redigera Wikidata]